# Great Berlin Wheel
Das Great Berlin Wheel oder Aussichtsrad Berlin war ein angeblich geplantes Riesenrad am Zoologischen Garten im Berliner Ortsteil Tiergarten. Der vorgesehene Standort war ein ehemals vom Zoologischen Garten als Wirtschaftshof genutztes Nebengrundstück an der Hertzallee, rund 300 Meter nördlich des Bahnhofs Zoologischer Garten. Der Zoo errichtete vom Erlös des Grundstücksverkaufs ein neues Gebäude zur Versorgung der Tiere.
Nach Erteilung der Baugenehmigung durch das Bezirksamt Mitte am 22. Oktober 2007 erfolgte am 3. Dezember 2007 der feierliche – jedoch nur symbolische – erste Spatenstich durch den damaligen Regierenden Bürgermeister von Berlin Klaus Wowereit. Als geplanter Zieltermin wurde von den Investoren seinerzeit 2011 angegeben; ein Baubeginn erfolgte jedoch nicht.
Das ursprünglich 185 Meter hoch geplante Aussichtsrad wurde von der Firma KCI geplant und sollte in seinen 28 Kapseln bis zu 2240 Besuchern pro Stunde den Ausblick über Berlin ermöglichen. Aufgrund gestiegener Stahlpreise reduzierte man 2008 die geplante Konstruktionshöhe um zehn Meter; sie sollte nunmehr 175 Meter betragen. Der futuristische Terminalentwurf stammte von pott architects. Die veranschlagten Baukosten wurden mit rund 120 Millionen Euro beziffert; Bauherr des Projekts war die Great Berlin Wheel GmbH & Co. KG. Da mit 208 Millionen Euro die geplante Bausumme von 120 Millionen weit übertroffen wurde, aber nicht mit dem Bau begonnen wurde, sondern Gelder ins Ausland verschoben, ist es fraglich, ob überhaupt die behauptete Absicht der Errichtung bestand. Ein Großteil der Anleger des zur Finanzierung vorgesehenen Fonds wurde mit einer Quote von 60 % abgefunden.

## Technische Details
Mit einer Geschwindigkeit von ca. 15 Metern pro Minute sollte die Umdrehungsdauer pro Runde ungefähr eine halbe Stunde betragen. Das Gesamtgewicht der Konstruktion hätte bei etwa 4200 Tonnen gelegen.
In den klimatisierten Kapseln (4,70 m × 11,60 m) aus Glas und Stahl hätten jeweils bis zu 40 Personen Platz finden können. Jede der 28 Kapseln sollte rund 18 Tonnen wiegen. Die Nabe (Gesamtlänge: 25 Meter – Durchmesser: 5 Meter) des drahtseilbespannten Aussichtsrades hätte von 106 Meter langen Stützen getragen werden sollen.
Am Boden sollte nach Vorbild des London Eye eine markante Hallenkonstruktion als „Abflughalle“ errichtet werden. Dort waren gastronomische Angebote, Einkaufsmöglichkeiten sowie ein großer Saal für Veranstaltungen geplant.
Während es bei der Montage des Londoner Riesenrades möglich war, den Radkörper auf der Themse liegend zu konstruieren, hätte das Berliner Aussichtsrad senkrecht mit einer Hilfskonstruktion zusammengefügt werden müssen.

## Kritik
Kritiker befürchteten, dass die Beleuchtung des Rads den Tag-Nacht-Rhythmus einzelner Tiere im Zoologischen Garten stören könnte. Diese Befürchtung wurde allerdings von Vertretern des Zoos zurückgewiesen. Auch die Kritik, dass das Rad eine „Kirmesoptik“ um den Zoo herum verbreiten werde, wurde von Seiten des Bauherren mit dem Verweis auf das futuristische Design des Riesenrades zurückgewiesen.

## Finanzierungsprobleme und Scheitern

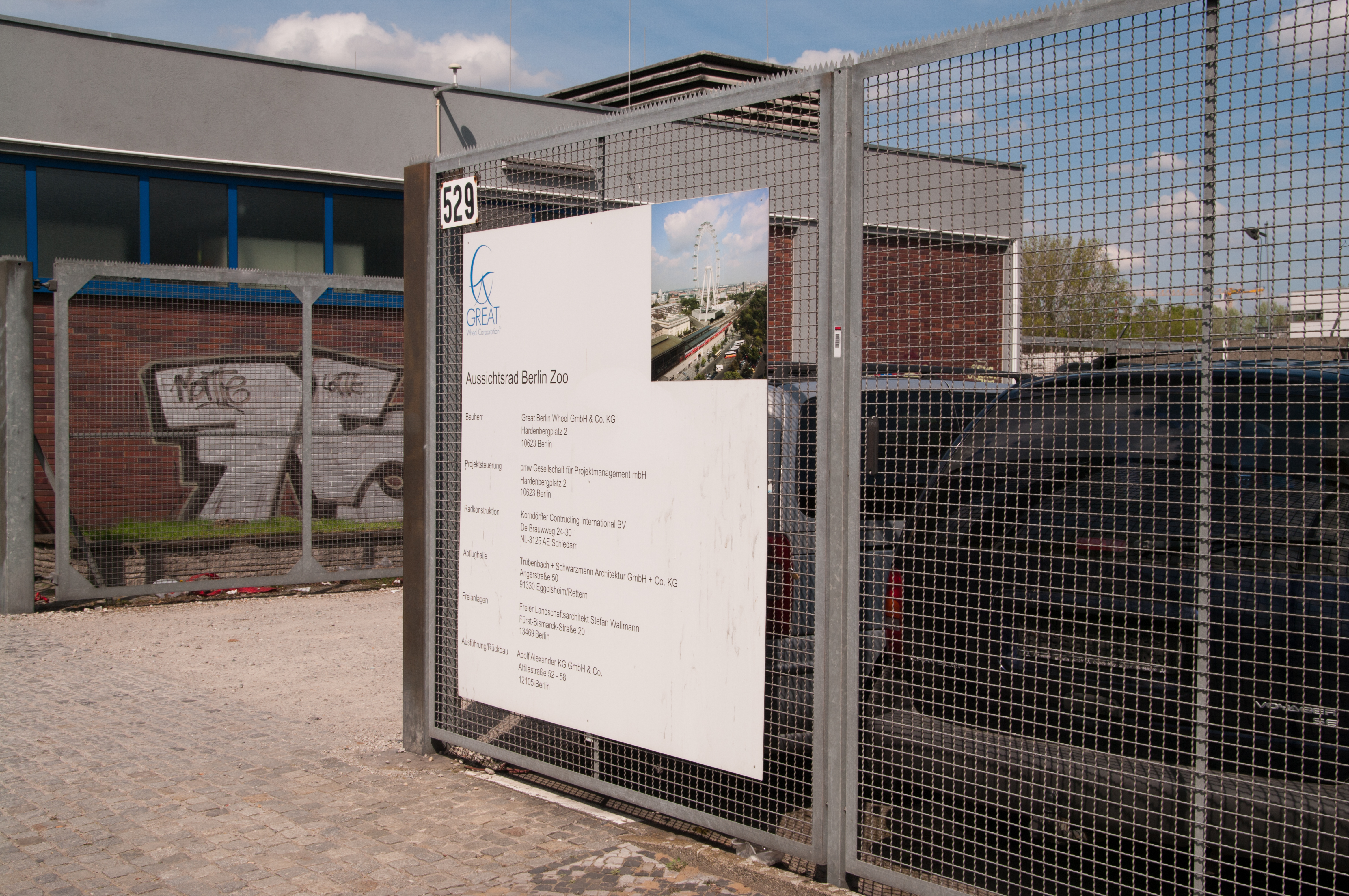
Tatsächlich aufgehängtes Bauschild, 2012

Die Finanzierung des Great Berlin Wheel sollte über den geschlossenen Fonds Global VIEW – Great Wheel Beteiligungs GmbH & Co. KG erfolgen. Der Deutsche Verbraucherschutzring riet 2009 den Anlegern „sich jetzt umgehend um ihre Investition zu kümmern und Schadersatzklagen gegen die Banken oder die Prospektherausgeber prüfen zu lassen“.
Anfang April 2010 wurde gegen die Verantwortlichen des Fonds Strafanzeige wegen des Verdachts der Veruntreuung von Anlegergeldern erstattet. Ein Teil des eingezahlten Geldes soll an ein Unternehmen in der Karibik umgeleitet worden sein. Die Staatsanwaltschaft hat die Ermittlungen gegen die Geschäftsführer der Projektgesellschaft aufgenommen.
Ende 2010 wurde der Global-VIEW-Fonds aufgelöst. Den rund 10.000 Anlegern, die 208,5 Millionen Euro eingebracht hatten, wurde eine Ausgleichsquote von 60 % angeboten, rund 150 Anleger stimmten dem nicht zu und klagten. Das Projekt wird nicht mehr weiterbetrieben.
Im März 2015 meldete eine Münchner Immobilienfirma, dass eine „private Investorengruppe“ das Grundstück gekauft habe.